# WADO
WADO（1280 AM），是一家位于美国纽约市的中波广播电台，由尤尼维什广播公司 （英语: Univision Radio） 经营，主要播出西班牙语新闻。该电台的主要听众是纽约的西班牙裔和拉美裔。WADO发射塔位于新泽西州的卡达斯达特（英语: Carlstadt），功率为50千瓦。